# Haut Minho

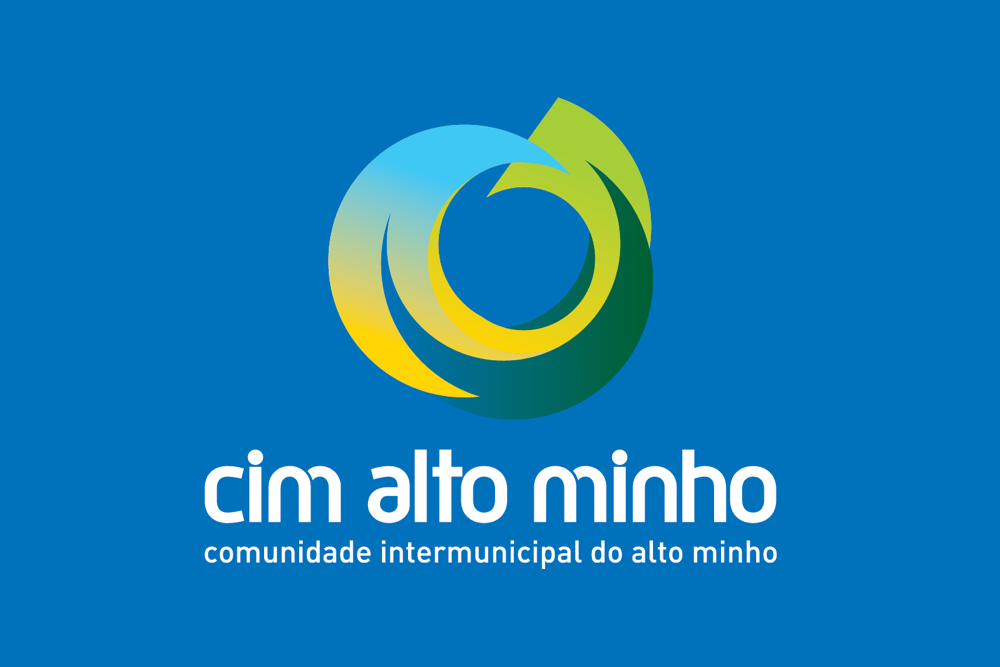
logo de la communauté intermunicipale

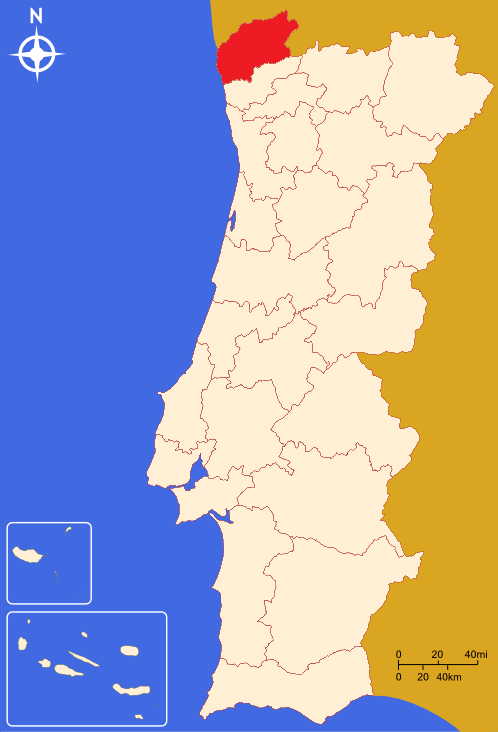
Localisation du Alto Minho

Le Haut Minho — en portugais : Alto Minho — est une des 30 sous-régions statistiques du Portugal.

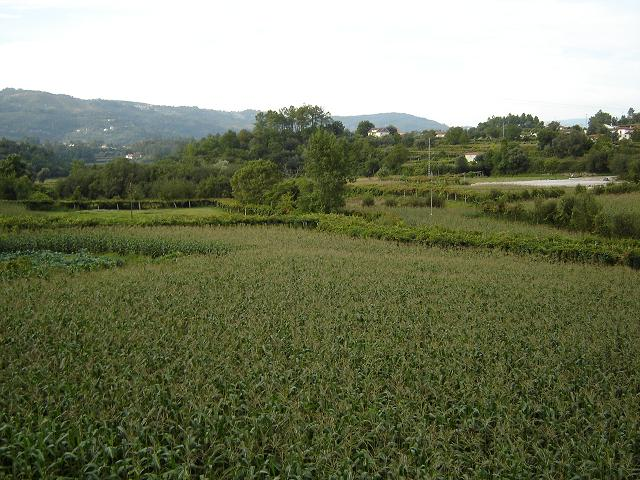
Paysage du Minho

Avec 7 autres sous-régions, il forme la région Nord.
Il correspond en totalité au district de Viana do Castelo.
Les fleuves Minho et Lima y coulent.

## Géographie
Le Alto Minho, délimité au Nord par le fleuve Minho et au Sud par le Lima, est limitrophe :
- au nord et à l'est, de l'Espagne,
- au sud, du Cávado.
- Le Alto Minho dispose en outre d'une façade maritime, à l'ouest, sur l'océan Atlantique.

## Données diverses
- Superficie : 2 255 km2.
- Population (2001) : 250 273 hab.
- Densité de population : 110,99 hab./km2

## Subdivisions
Le Alto Minho groupe dix municipalités (concelhos ou municípios, en portugais) :
- Arcos de Valdevez
- Caminha
- Melgaço
- Monção
- Paredes de Coura
- Ponte da Barca
- Ponte de Lima
- Valença
- Viana do Castelo
- Vila Nova de Cerveira

1. 1 2  « Official Journal L 87/2023 », sur eur-lex.europa.eu (consulté le 13 janvier 2024)